# Eat Smarter
Die Website Eatsmarter.de (Eigenschreibweise EAT SMARTER) ist ein Online-Portal mit Fokus auf Ernährung, Gesundheit und Fitness. Die Website wird von der Eat Smarter GmbH & Co. KG betrieben, welche 2009 von Dirk Manthey gegründet wurde.

## Unternehmen und Gründung
Dirk Manthey gründete und leitete zuvor die Verlagsgruppe Milchstraße (u. a. TV Spielfilm, Fit for Fun). Nachdem diese 2005 durch den Medienkonzern Hubert Burda Media übernommen wurde, verlagerte Manthey seinen Lebensschwerpunkt von Hamburg nach Kalifornien, USA. Von dort wurde Eatsmarter.de als Online-Portal für gesunde Ernährung ins Leben gerufen.
Seit 2017 gibt es einen amerikanischen Firmenzweig unter der Domaine Eatsmarter.com mit Firmensitz in Malibu, Kalifornien.

## Inhalte
Das Online-Portal bietet eine Rezeptsammlung von über 100.000 Rezepte (Stand: Mai 2018). Ein Großteil der Rezepte wird in Zusammenarbeit mit Ernährungswissenschaftlern speziell für Eat Smarter oder von der verlagseigenen Rezeptredaktion entwickelt. Die Nutzer haben die Möglichkeit, die Rezeptdatenbank nach verschiedenen Kategorien zu filtern. Die Rezepte sind nach Themen geordnet und in Kochbüchern zusammengefasst. 
Eine Online-Redaktion informiert täglich über aktuelle Gesundheits- und Ernährungsthemen in Form von wissenschaftlich recherchierten Artikeln, News und Blogs. Zudem stellt die Website Video-Kochschulen mit Köchen wie Cornelia Poletto und Sarah Wiener sowie Videos, in denen Fragen zu Gesundheit und Ernährung beantwortet werden, zur Verfügung. 

### Zeitschrift
Nachdem das Portal Eatsmarter.de im Januar 2010 online ging, folgte im Oktober 2010 die erste Auflage der Zeitschrift EatSmarter!. Die Zeitschrift basiert dabei auf dem Konzept der Website und bereitet neben Rezepten redaktionell Ernährungs- und Gesundheitsthemen auf. EatSmarter! erscheint zweimonatlich mit einer verkauften Auflage von mehr als 100.000 Exemplaren (Stand Januar 2018). Zudem werden jährlich mehrere Sonderhefte mit unterschiedlichen Schwerpunktthemen publiziert.

### App
Die App Eat Smarter ist für iOS- und Android-Geräte verfügbar.

### Cooking Star
Jährlich richtet Eat Smarter gemeinsam mit Kooperationspartnern den deutschlandweiten Wettbewerb Cooking Star aus. Das Ziel dieses Wettbewerbs ist es, die besten Hobbyköche zu küren. Dabei handelt es sich um den größten Hobbykoch-Wettbewerb Deutschlands.

### Weiteres
Die Eat Smarter GmbH bietet deutschlandweit Kochkurse an und veröffentlicht Kochbücher im Riva Verlag. Des Weiteren ist das Medienunternehmen Mitbetreiber der Marktküche in der Hamburger Rindermarkthalle.

## Reichweite
Eatsmarter.de besitzt eine monatliche Reichweite von über 10 Millionen Visits und knapp 40 Millionen Page-Impressions (Stand Januar 2017).